# شردفيات
الشردفيات (الاسم العلمي Dasyproctidae)، فصيلة حيوانات لبونة قاضمة من رتبة القوارض. أعطانها أمريكا الوسطى والجنوبية.